# 法隆寺地域の仏教建造物
法隆寺地域の仏教建造物（ほうりゅうじちいきのぶっきょうけんぞうぶつ）は、奈良県生駒郡斑鳩町にあるユネスコの世界遺産（文化遺産）。法隆寺および法起寺の建造物から構成される。姫路城とともに日本初の世界遺産として登録された。
この遺産には法隆寺の建造物47棟と法起寺の三重塔を加えた48棟が含まれる。法隆寺をはじめとするこの地域の仏教建築物は聖徳太子と縁が深く、中国の六朝時代の建築の影響を多大に受けている。特に、法隆寺の西院伽藍は、建築年代に諸説あるが世界最古の木造建築として国際的にも著名である。

## 登録経緯

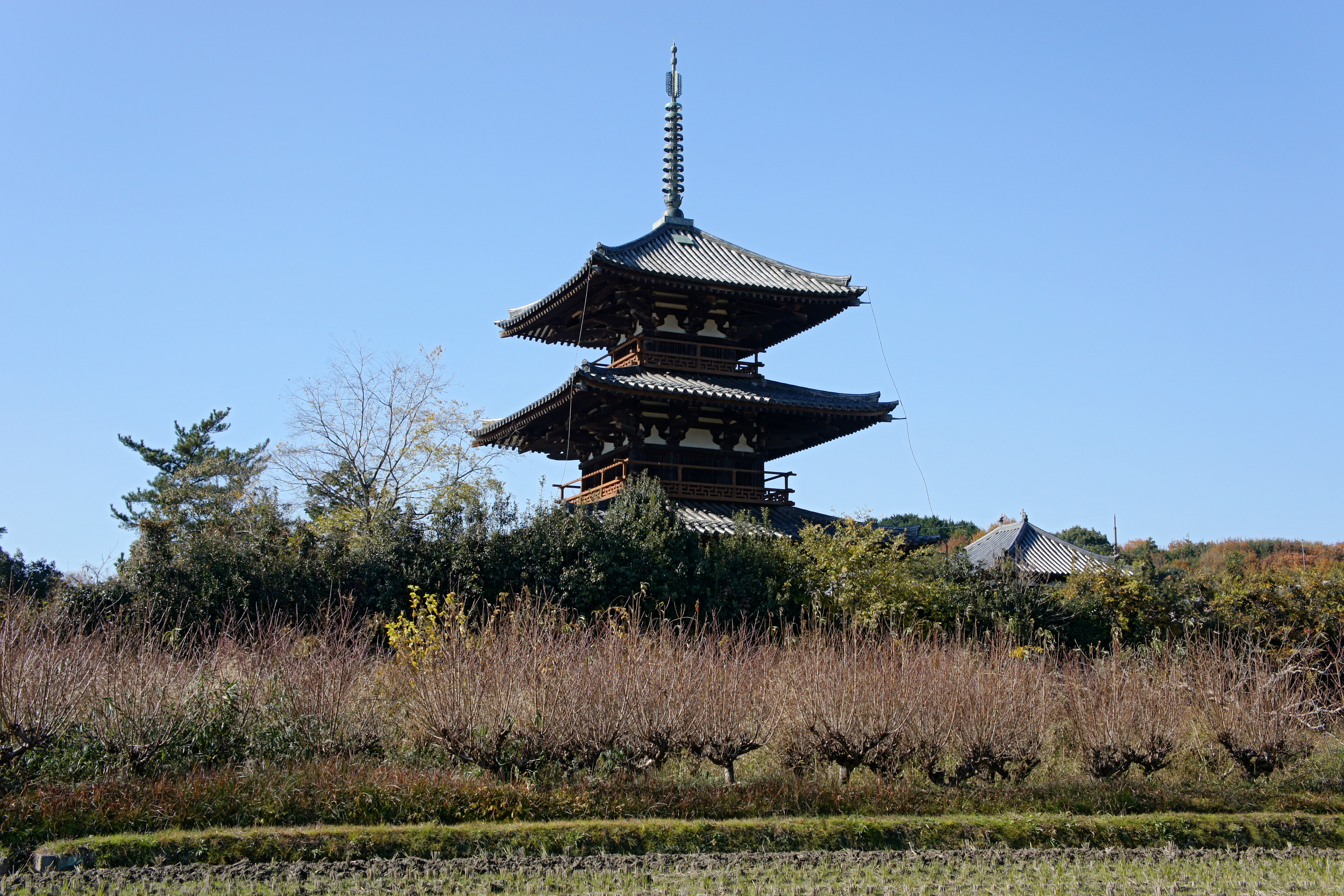
法起寺

法隆寺をはじめとする一連の寺院は明治時代初期の廃仏毀釈により打撃を受けたが、後にこの政策は翻され、法隆寺金堂・五重塔をはじめとする建造物は1897年の古社寺保存法制定により、国指定の文化財として保護される事になった。これらの建造物は、第二次世界大戦後は、1950年に制定された文化財保護法により国宝および重要文化財に指定されている。時は下って世界遺産への登録は1993年になされた。

## 登録基準
この世界遺産は世界遺産登録基準のうち、以下の条件を満たし、登録された（以下の基準は世界遺産センター公表の登録基準からの翻訳、引用である）。
- (1) 人類の創造的才能を表現する傑作。
- (2) ある期間を通じてまたはある文化圏において、建築、技術、記念碑的芸術、都市計画、景観デザインの発展に関し、人類の価値の重要な交流を示すもの。
- (4) 人類の歴史上重要な時代を例証する建築様式、建築物群、技術の集積または景観の優れた例。
- (6) 顕著で普遍的な意義を有する出来事、現存する伝統、思想、信仰または芸術的、文学的作品と直接にまたは明白に関連するもの（この基準は他の基準と組み合わせて用いるのが望ましいと世界遺産委員会は考えている）。

具体的には、
- (1) 法隆寺の建造物群が、木造建築としての構造・配置両観点から傑作である。
- (2) 同建造物群が仏教伝来直後の仏教建築物で、日本の宗教建築に深い影響を及ぼした。
- (4) 同建築物群は、中国文化への順応、日本の寺院建築の配置、および、結果的に日本独特の様式を確立した代表的な例である。
- (6) 日本への仏教の流入、および聖徳太子の仏教奨励が、同地域への仏教の浸透に際立った特徴を示している。